# Anémone Marmottan
Anémone Marmottan (ur. 25 maja 1988 w Bourg-Saint-Maurice) – francuska narciarka alpejska, mistrzyni świata.

## Kariera
Na arenie międzynarodowej Anémone Marmottan po raz pierwszy pojawiła się 8 grudnia 2003 roku w Val Thorens, gdzie w zawodach FIS Race w slalomie zajęła 33. miejsce. W 2007 roku wystartowała na mistrzostwach świata juniorów w Altenmarkt, gdzie jej najlepszym wynikiem było ósme miejsce w gigancie. Podczas rozgrywanych rok później mistrzostw świata juniorów w Formigal była między innymi dziesiąta w gigancie i trzynasta w slalomie.
W zawodach Pucharu Świata zadebiutowała 25 października 2008 roku w Sölden, gdzie nie zakwalifikowała się do pierwszego przejazdu giganta. Pierwsze pucharowe punkty wywalczyła 28 listopada 2009 roku w Aspen, zajmując szesnaste miejsce w tej samej konkurencji. Na podium po raz pierwszy stanęła 6 marca 2014 roku w Åre, zajmując drugie miejsce w gigancie. W zawodach tych rozdzieliła na podium dwie Austriaczki: Annę Fenninger oraz Evę-Marię Brem. Najlepsze wyniki osiągała w sezonie 2013/2014, kiedy zajęła 25. miejsce w klasyfikacji generalnej, a w klasyfikacji giganta była szósta.
Największy sukces osiągnęła podczas mistrzostw świata w Garmisch-Partenkirchen w 2011 roku, gdzie reprezentacja Francji w składzie: Anémone Marmottan, Tessa Worley, Taïna Barioz, Thomas Fanara, Cyprien Richard i Gauthier de Tessières wywalczyła złoty medal w zawodach drużynowych. Na tej samej imprezie była także czternasta w gigancie. W 2010 roku wystartowała na igrzyskach olimpijskich w Vancouver, zajmując jedenaste miejsce w gigancie. Na rozgrywanych cztery lata później igrzyskach olimpijskich w Soczi zajęła ósme miejsce w gigancie oraz trzynaste w slalomie.

## Osiągnięcia

### Igrzyska olimpijskie
| Miejsce | Dzień     | Rok  | Miejscowość | Konkurencja | Czas biegu  | Strata  | Zwyciężczyni        |
| ------- | --------- | ---- | ----------- | ----------- | ----------- | ------- | ------------------- |
| 11.     | 25 lutego | 2010 | Vancouver   | Gigant      | 2:27,11 min | +0,89 s | Viktoria Rebensburg |
| 8.      | 18 lutego | 2014 | Soczi       | Gigant      | 2:36,87 min | +1,61 s | Tina Maze           |
| 13.     | 21 lutego | 2014 | Soczi       | Slalom      | 1:44,54 min | +4,42 s | Mikaela Shiffrin    |

### Mistrzostwa świata
| Miejsce | Dzień     | Rok  | Miejscowość       | Konkurencja | Czas biegu  | Strata  | Zwyciężczyni   |
| ------- | --------- | ---- | ----------------- | ----------- | ----------- | ------- | -------------- |
| 1.      | 16 lutego | 2011 | Ga-Pa             | Drużynowo   | -           | -       | -              |
| 14.     | 17 lutego | 2011 | Ga-Pa             | Gigant      | 2:20,54 min | +1,80 s | Tina Maze      |
| DNF1    | 14 lutego | 2013 | Schladming        | Gigant      | 2:08,06 min | -       | Tessa Worley   |
| DNF1    | 12 lutego | 2015 | Vail/Beaver Creek | Gigant      | 2:19,16 min | -       | Anna Fenninger |

### Mistrzostwa świata juniorów
| Miejsce | Dzień     | Rok  | Miejscowość | Konkurencja | Czas biegu  | Strata  | Zwyciężczyni         |
| ------- | --------- | ---- | ----------- | ----------- | ----------- | ------- | -------------------- |
| 28.     | 7 marca   | 2007 | Altenmarkt  | Zjazd       | 1:39,69 min | +3,29 s | Tina Weirather       |
| 8.      | 8 marca   | 2007 | Altenmarkt  | Gigant      | 2:14,90 min | +1,09 s | Nicole Schmidhofer   |
| DNF     | 9 marca   | 2007 | Altenmarkt  | Supergigant | 1:19,34 min | -       | Nicole Schmidhofer   |
| DNF2    | 11 marca  | 2007 | Altenmarkt  | Slalom      | 1:44,23 min | -       | Ilka Štuhec          |
| DNF     | 26 lutego | 2008 | Formigal    | Zjazd       | 1:50,13 min | -       | Ilka Štuhec          |
| 13.     | 28 lutego | 2008 | Formigal    | Slalom      | 1:33,85 min | +2,91 s | Michaela Kirchgasser |
| 10.     | 29 lutego | 2008 | Formigal    | Gigant      | 1:42,50 min | +1,35 s | Anna Fenninger       |

### Puchar Świata

#### Miejsca w klasyfikacji generalnej
- sezon 2009/2010: 70.
- sezon 2010/2011: 35.
- sezon 2011/2012: 58.
- sezon 2012/2013: 47.
- sezon 2013/2014: 25.
- sezon 2014/2015: 71.

#### Miejsca na podium
1. Are – 6 marca 2014 (gigant) – 2. miejsce